# Kaya Kiyohara
Kaya Kiyohara (清原果耶 きよはら かや?) (Osaka, Japón, 30 de enero de 1890) es una actriz y modelo japonés.  A pesar de ser actriz como su carrera principal, comenzó poniendo voz a uno de los protagonistas de la película Typhoon Noruda,también fue modelo en revistas como Seventeen de la editorial Shūeisha.

## Filmografía
Kyohara ha grabado múltiples series y películas, así como también dio voz a una de las protagonistas de la película de anime estrenada en 2015 en Japón, Typhoon Noruda.

### Películas
- 2016, Boku wa asu, kinou no kimi to dêto suru, como Emi Fukuju.
- 2016, Sutekina Sentaxi
- 2017, Yurigokoro, como Misako.
- 2017, March Comes in Like a Lion, como Kawamoto Hinata.
- 2018, Chihayafuru: Musubi, como Iori Wagatsuma.
- 2019, Ichigo no Uta
- 2019, Day and Night, como Nana Ono.
- 2020, Mamorarenakatta Monotachi e
- 2020, Matomo Janai no wa Kimi mo Issho
- 2020, The Brightest Roof in the Universe
- 2020, Nozomi
- 2020, The Ashes of My Flesh and Blood is the Vast Flowing Galaxy
- 2021, puerta al verano como riko matsushita

### Series
- 2015, Asa ga Kita (NHK,)
- 2016, Shihei
- 2016, Seirei no mamoribito
- 2017, Setoutsumi, como Ichigo Kashimura.
- 2018, El patito feo que surcó los cielos, como Ayumi Kohinata.
- 2019, Ore no Hanashi wa Nagai (NTV)
- 2019, Mango no Kinoshitade (NHK)
- 2019, Hotarugusa (NHK BS Premium)
- 2019, Poison Daughter, Holy Mother (WOWOW)
- 2019, Natsuzora (NHK,ep.79
- 2019, Les Miserables (Fuji TV)
- 2021, Okaeri Mone (NHK)

### Voz
- 2015, Typhoon Noruda, dando voz a Noruda.